# Richard William Howard Vyse
Richard William Howard Vyse (Stoke Poges, 25 luglio 1784 – Stoke Poges, 8 giugno 1853) è stato un egittologo, antropologo ed militare britannico noto per il suo contributo negli scavi archeologici delle piramidi egizie.
In qualità di militare raggiunse il grado di Maggior Generale, fu anche antropologo, egittologo e, dal 1807 al 1818, fu anche membro del Parlamento del Regno Unito.

## Biografia
Richard William Howard Vyse era figlio di Richard Vyse, a sua volta Lieutenant General dell’esercito britannico e deputato del Parlamento del Regno Unito e Anne Howard, figlia del Generale George Howard. Nel 1812, con apposito decreto reale, aggiunse al suo nome quello di Howard divenendo, di fatto Richard William Howard Howard Vyse e potendo, in tal modo, ereditare possedimenti della famiglia materna nel Northamptonshire. Nel 1810 sposò Frances Hesketh da cui ebbe otto figli maschi e due femmine.

## Carriera militare
Promosso sottotenente nel 1800, presso il 1º Reggimento Dragoni. Trasferito al 15° Dragoni Leggeri, divenne tenente nel 1801, capitano nel 1802 e maggiore nel 1813. Nel 1809 divenne aiutante di campo del proprio padre nello Yorkshire. Nel 1825 venne promosso tenente colonnello brevet, colonnello nel 1837 e maggior generale nel 1846.

## Egittologo
Nel 1837, durante una campagna di scavo in Egitto unitamente all'ingegnere John Shae Perring, utilizzando l'esplosivo, penetrò nella piramide di Micerino rinvenendo, nella camera sepolcrale, un sarcofago in basalto privo di iscrizioni decorato a facciata di palazzo, lungo 244 cm, largo 91 e profondo 89 cm, unitamente a resti di uno scheletro avvolto in tessuti di scarsa qualità e a parti di un sarcofago ligneo. Il sarcofago in basalto venne imbarcato, destinato al British Museum, sulla motonave "Beatrice" che, il 13 ottobre 1838, affondò dopo aver lasciato Malta. Altro materiale, oggi esposto al British Museum, raggiunse la Gran Bretagna perché imbarcato su altro vettore.
Vyse e Perring proseguirono le loro esplorazioni nella Grande piramide del re Cheope; anche in questo caso, ritenendo esistessero altri vani sovrastanti la già scoperta "camera di Davison", fecero ricorso all'esplosivo per accedere agli ipotetici altri vani sopra la cosiddetta "camera del re" che erano tuttavia già stati ipotizzati dall'italiano Giovanni Battista Caviglia
Fu così che, scavando un cunicolo lateralmente alla "camera di Davison", vennero scoperte altre quattro camere di scarico che Vyse denominò, in onore di colleghi e amici, dal basso verso l'alto.:
- camera di Davison (già esistente);
- camera di Wellington;
- camera di Nelson;
- camera di Lady Arbuthnot [N 6];
- camera di Campbell [N 7][7]

Analogamente importante, sotto il profilo egittologico, fu la scoperta di iscrizioni riportate in colore rosso da operai che avevano preso parte alla realizzazione della Grande piramide; si ebbe modo così non solo di avere informazioni di carattere costruttivo, quote, linee di riferimento architettonico, ma anche avere conferme sul titolare della piramide. Alcuni dei graffiti, infatti, riportavano il nome di un sovrano, iscritto in cartigli, che risultava come Khufu o Khnum-Khuf; uno dei testi, infine, riportava: Ḫwfw śmrw ˤpr ovvero "la squadra dei compagni di Khufu" con riferimento agli stessi operai che lì avevano operato
Vyse e Perring, inoltre, operarono anche nella necropoli di Saqqara individuando e catalogando alcuni dei complessi piramidali ivi esistenti.

## Controversie
Mentre c'è ampio consenso nell'ambito egittologico nel considerare Cheope quale costruttore e possessore della Grande Piramide di Giza, lo scrittore Zacharia Sitchin in due suoi libri, Le astronavi del Sinai (The Stairway to Heaven, 1980) e L'ultima profezia (Journeys to the Mythical Past, 2007), ha accusato Vyse e i suoi assistenti, Perring e Hill, di aver falsificato il nome di Cheope nelle camere all'interno della piramide, perché in tal modo l'egittologo avrebbe ottenuto la fama desiderata.

### Annotazioni
1. ↑  La sua elezione venne contestata dal candidato sconfitto, Philip Staple, che accusò Vyse di corruzione elettorale. L’accusa decadde, ma circa sedici anni dopo la morte di Vyse si provò che effettivamente i voti da lui ricevuti erano stati pagati una somma variabile tra 1 e 4 sterline. Anche tale prova, tuttavia, si ritenne non sarebbe stata valida per inficiare l’elezione ai sensi della legge anti-corruzione britannica risalente al 1729.
2. ↑  Eletto nel 1806, l’anno successivo lasciò l’incarico politico a favore del figlio.
3. ↑  Della "Beatrice" si persero le tracce dopo una tempesta, nei pressi di Alicante; si ritiene che il relitto, ed il suo prezioso contenuto, possa trovarsi nelle acque di Cartagena. Dai manifesti di carico risulta che la Beatrice trasportava, oltre al sarcofago di Micerino, altre circa 200 casse di reperti.
4. ↑  Nel 1765, il diplomatico inglese Nathaniel Davison (1736 - 1809), grazie ad una eco irregolare ascoltata mentre risaliva la Grande Galleria, trovò l'accesso al primo dei vani di scarico all'altezza del quinto aggetto della Galleria. Tale vano si trova immediatamente al di sopra della "camera del re" ed è oggi nota come "camera di Davison".
5. ↑  La scoperta venne confutata e reclamata da Caviglia che dichiarò essere stato lui ad individuare i vani di scarico e di averne fatto menzione a Vyse che avrebbe poi tradito la sua fiducia appropriandosi della scoperta
6. ↑  in memoria di Ann Fitzgerald, moglie di Sir Robert Keith Arbuthnot, morta a Firenze nel 1882.
7. ↑  1779 - 1857, Maggior Generale scozzese dell'esercito britannico, dal 1833 al 1841 console generale britannico in Egitto.
8. ↑  L'identificazione era già stata avanzata a cura di Ippolito Rosellini.

### Fonti
1. ↑  Great Britain House of Commons, Journals of the House of Commons Vol. 62, 10 luglio 1807, p.680
2. ↑  Great Britain House of Commons, Commissioners Report: Elections Beverley, vol. 18, p. 393.
3. ↑  Cimmino 1998, p. 347.
4. ↑  Lehner 2003, pp. 50-53.
5. ↑   Early Travelers and Explorers to to the Pyramids, Part II, su touregypt.net, Tour Egypt, 2019. URL consultato il 25 aprile 2019.
6. ↑  Tait's Edinburgh Magazine 1837, Vol IV, pp.706-709
7. 1 2  Lehner 2003, p. 53.
8. ↑  Cimmino 1998, p. 63.
9. ↑  (EN) Z. Sitchin, Forging the Pharaoh's Name, in The Stairway to Heaven, Santa Fe, N.M., Bear & Co., 1987.